# 3416-os busz
A 3416-os jelzésű regionális autóbuszvonal Eger, Bogács és Mezőkövesd között húzódik, amelyet a MÁV Személyszállítási Zrt. üzemeltet.

## Útvonala
Az autóbuszvonal Heves vármegye megyeszékhelyét és Borsod-Abaúj-Zemplén vármegye egyik járásközpontját, Egert és Mezőkövesdet köti össze, útvonalára fűzve Noszvaj és Bogács településeket.
A járatok minden állomáson és megállóhelyen megállnak. Egeren belül Maklárihóstyán és a Vécsey-völgyön mennek keresztül, majd közúton haladnak Noszvajra át a Nagy-Eged-dűlőn. Noszvajon belül Bogácsra közlekednek az autóbuszok, melyek Mezőkövesden belül a 2023-ban megépült buszállomáson fejezik be útjuk.

## Közlekedése
Az autóbuszjáratok munkanapokon közlekednek mindkét irányban, szabadnapokon csak Eger felől. Eger és Noszvaj között a 3415-ös buszok; Eger és Bogács között főként a 3417-es buszok útján közlekednek.
| Viszonylat                              | Indításszám | Közlekedési rend |
| --------------------------------------- | ----------- | ---------------- |
| Eger, aut. áll. – Mezőkövesd, aut. áll. | 1 pár       | munkanaponta     |
| Eger, aut. áll. – Mezőkövesd, aut. áll. | 1 oda       | szabadnaponta    |

### Járművek
Az autóbuszvonalon szóló autóbuszok közlekednek, rendre Credo Econell 12 járművek ingáznak. Ellenben nem ritka a Credo EC 12, valamint a Volvo típusú 7700-as széria megjelenése sem.

## Megállóhelyei
| 0  | Eger, autóbusz-állomás végállomás       | 0.0 km  | 2, 2A, 4, 5, 5A, 6, 7, 7A, 11, 12, 14, 14E, 16, 17, 112, 914 1049, 1050, 1051, 1053, 1054, 1343, 1344, 1346, 1347, 1348, 1349, 1351, 1352, 1362, 1380, 1383, 1426, 1427, 1428, 1447, 1466, 1468, 1517 3400, 3402, 3403, 3405, 3406, 3407, 3408, 3409, 3410, 3411, 3412, 3414, 3415, 3417, 3418, 3419, 3420, 3423, 3424, 3426, 3430, 3431, 3432, 3433, 3434, 3435, 3440, 3441, 3442, 3443, 3444, 3445, 3446, 3448, 3450, 3455, 3456, 3457, 3458, 3462, 3469, 3470, 3471, 3472, 3473, 3474, 3476, 3479, 3480, 3481, 3482, 3483, 3484, 3488, 3604, 3660, 3667, 4012, 4014, 4015, 4157 |
| 1  | Eger, Egyetem                           | 0.6 km  | 4, 5, 5A, 6, 16, 914 3405, 3406, 3407, 3415, 3417, 3418, 4012 |
| 2  | Eger, uszoda (↓) Eger, Szarvas tér (↑)  | 1.2 km  | 4, 5, 5A, 6, 16, 914 3405, 3406, 3407, 3415, 3417, 3418, 4012 |
| 3  | Eger, Gárdonyi ház                      | 2.2 km  | 3A 3407, 3415, 3417, 3418, 4012 |
| 4  | Eger, Egervár vasúti megállóhely        | 2.5 km  | 3A, 7, 7A, 17 3407, 3415, 3417, 3418, 4012 személyvonat – Egervár (87) |
| 5  | Eger, Vécsey-völgy                      | 3.5 km  | 3A, 7, 7A, 17 3407, 3415, 3417, 3418, 4012 |
| 6  | Eger, Lovastanya                        | 4.6 km  | 3407, 3415, 3417, 3418, 4012 |
| 7  | Eger, Csomóstanya                       | 5.4 km  | 3407, 3415, 3417, 3418 |
| 8  | Eger, Nagy-Eged dűlő                    | 6.6 km  | 3407, 3415, 3417, 3418 |
| 9  | Szőlőcskei elágazás                     | 7.8 km  | 3407, 3415, 3417, 3418 |
| 10 | Szőlőcskei rakodó                       | 8.7 km  | 3407, 3415, 3417, 3418 |
| 11 | Noszvaj, várhegyi elágazás              | 10.4 km | 3407, 3415, 3417, 3418 |
| 12 | Noszvaj, síkfőkúti elágazás             | 11.2 km | 3407, 3415, 3417, 3418, 4012 |
| 13 | Noszvaj, Kossuth út 83.                 | 12.2 km | 3407, 3415, 3417, 3418, 4012 |
| 14 | Noszvaj, faluközpont                    | 12.7 km | 3407, 3415, 3417, 3418, 4012 |
| 15 | Noszvaj, Deák Ferenc út 77.             | 13.5 km | 3407, 3417, 4012 |
| 16 | Bogács, gyógyfürdő                      | 18.1 km | 3407, 3417, 3746, 4012 |
| 17 | Bogács, autóbusz-váróterem              | 18.8 km | 3407, 3417, 3746, 4012, 4023 |
| 18 | Bogács, alsó                            | 19.7 km | 3407, 3417, 3746, 4012, 4023 |
| 19 | Bogács, mezőgazdasági telep             | 20.7 km | 4023 |
| 20 | Mezőkövesd, víztározó                   | 25.4 km | 4023 |
| 21 | Mezőkövesd, Bogácsi út 38.              | 28.8 km | 1 3746, 4023 |
| 22 | Mezőkövesd, gimnázium                   | 29.8 km | 1, 2, 2B, 3 1050, 1375, 1376, 1377, 1380, 1381 3746, 3749, 4001, 4006, 4007, 4008, 4009, 4013, 4017, 4018, 4019, 4021, 4022, 4023, 4026, 4030 |
| 23 | Mezőkövesd, Szent László tér            | 30.3 km | 1, 2, 2B, 3 1050, 1375, 1376, 1377, 1380, 1381 3746, 3749, 4001, 4006, 4007, 4008, 4009, 4013, 4017, 4018, 4019, 4021, 4022, 4023, 4026, 4030 |
| 24 | Mezőkövesd, Mátyás király út            | 30.7 km | 1, 2, 2B, 3 1050, 1375, 1376, 1377, 1380, 1381 3746, 3749, 4001, 4006, 4007, 4008, 4009, 4013, 4017, 4018, 4019, 4021, 4022, 4023, 4026, 4030 |
| 25 | Mezőkövesd, SZTK rendelőintézet         | 31.0 km | 1, 2B, 3 1344, 1375, 1377, 1426, 1427, 1447, 1448, 1468 3406, 3418, 3419, 3749, 4001, 4006, 4007, 4008, 4009, 4010, 4011, 4014, 4015, 4016, 4017, 4019, 4023, 4026, 4030, 4157 |
| 26 | Mezőkövesd, Széchenyi utca              | 31.6 km | 1, 2B, 3 1344 3406, 3418, 3419, 3749, 4001, 4006, 4007, 4008, 4009, 4010, 4011, 4014, 4015, 4016, 4017, 4019, 4023, 4026, 4030, 4157 |
| 27 | Mezőkövesd, autóbusz-állomás végállomás | 32.4 km | 1, 2B, 3 1344, 1375, 1377, 1426, 1427, 1447, 1448, 1468 3406, 3418, 3419, 3749, 4001, 4006, 4007, 4008, 4010, 4011, 4014, 4015, 4016, 4017, 4019, 4023, 4026, 4030, 4157 expresszvonat, IC, nemzetközi IC, InterRégió, sebesvonat, személyvonat – Mezőkövesd (80) |